# Lac Archambault (Lac-Jacques-Cartier)
Pour les articles homonymes, voir Archambault et Lac Archambault.
Le lac Archambault est un plan d'eau douce traversé du nord au sud par la rivière Sautauriski, coulant dans le territoire non organisé de Lac-Jacques-Cartier, dans la municipalité régionale de comté (MRC) La Côte-de-Beaupré, dans la région administrative de la Capitale-Nationale, dans province de Québec, dans Canada.
Le lac Archambault est situé dans le parc national de la Jacques-Cartier.
Le bassin versant du lac Archambault est principalement desservi du côté est par la route 175 qui relie les villes de Québec et Saguenay. Quelques routes secondaires desservent cette zone pour les besoins de la foresterie et des activités récréotouristiques.
La foresterie est la principale activité économique du secteur; les activités récréotouristiques, en second.
La surface du lac Archambault est généralement gelée de début décembre à fin mars; toutefois, la circulation sécuritaire sur la glace se fait généralement de fin décembre à début mars.

## Géographie
Le lac Archambault comporte une longueur de 2,2 km, une largeur de 0,7 km et sa surface est à une altitude de 772 m. Ce lac encaissé entre les montagnes épouse la forme d'un triange. Il est surtout alimenté par la décharge (venant du nord-ouest) du Lac Nouvel et un ruisseau non identifié (venant du nord). Son embouchure est située sur la rive sud-ouest. Le lac a une superficie de 102,5 ha.
À partir de l'embouchure du lac Archambault, le courant descend sur 26,7 km généralement vers le sud en suivant le cours de la rivière Sautauriski; puis sur km généralement vers le sud en empruntant le courant de la rivière Jacques-Cartier jusqu'à la rive nord-est du fleuve Saint-Laurent.

## Toponymie
La désignation toponymique de ce lac a été attribuée en 1931 par la Commission de géographie du Québec dans le cadre d'attribution systématique de plusieurs plans d'eau du parc des Laurentides, lequel a été remplacé en partie par la réserve faunique des Laurentides. Cette démarche d'attribution systématique visait à rappeler le souvenir de soldats du Royal 22e Régiment ayant participé à la Première Guerre mondiale. Le soldat René Archambault est né à Montréal en 1898. Enrôlé dans sa ville natale, en mars 1917, dans le 245e Bataillon, il est muté au 22e Bataillon, devenu le Royal 22e Régiment. Il est décédé en août 1918, lors de la bataille de Chérisy, en France,.
Le toponyme lac Archambault a été officialisé le 5 décembre 1968 par la Commission de toponymie du Québec.